# Абысова, Ирина Алексеевна
Ирина Алексеевна Абы́сова (род. 7 ноября 1980, Москва) — российская триатлонистка и пловчиха. Серебряный призёр чемпионата мира 2001 года на 10 км на открытой воде. В 2002 году перешла в триатлон. Многократная чемпионка России в триатлоне. Участница Олимпийских игр 2008 и 2012 года в триатлоне.
В 2008 году не финишировала из-за проблем с велосипедом, в 2012 г. финишировала на 13-м месте. Выступала за спортивный клуб «Озерки».
Тренер в ФССП «ЦиклОН».
Муж — триатлонист Игорь Сысоев (1980—2024).